# 페르난도 이에로
페르난도 루이스 이에로(스페인어: Fernando Ruiz Hierro, 1968년 3월 23일, 스페인 벨레스-말라가 ~ )는 스페인의 전 축구 선수이다. 현역 시절 포지션은 미드필더, 수비수였다.

## 선수 경력
레알 마드리드와 스페인 국가대표팀의 일원으로서 주로 센터백으로 뛰었지만, 때로는 수비형 미드필더로 뛰기도 하였다. 그는 절정기가 왔을 때 빈틈 없는 수비를 보여 주었고, 그의 패스는 막힘이 없었다. 게다가 수비수임에도 프리킥, 페널티킥을 도맡을 정도로 킥력과 득점력이 뛰어났기 때문에, 이 뛰어난 능력이 이에로를 세계 최고의 스타들 중 하나로 만들었다. 한편 그는 A매치 89경기 출전에 29골을 기록했는데 이 기록은 라울 곤잘레스가 이 기록을 경신하기 전까지는 스페인 축구 국가대표팀의 통산 최다 득점 기록이었다.

## 감독 경력
2018년 6월, 훌렌 로페테기가 레알 마드리드와 사전 협상으로 개막 하루 전 경질되자, 급하게 감독으로 선임되었다. 스페인은 16강에서 승부차기로 탈락했고, 대회 이후 단장직도 사임하였다.

## 수상 내역

#### 레알 마드리드 CF
- 라 리가: 1989-90, 1994-95, 1996-97, 2000-01, 2002-03
- 코파 델 레이: 1992-93
- 수페르코파 데 에스파냐: 1990, 1993, 1997, 2001
- UEFA 챔피언스리그: 1997-98, 1999-2000, 2001-02
- UEFA 슈퍼컵: 2002
- 인터콘티넨털컵 : 1998, 2002
- 코파 이베로아메리카나 : 1994

#### 알 라얀 SC
- 2003-04 카타르 아미르 컵 우승

### 개인
- 1997-98 UEFA 클럽 풋볼 어워드 최우수 수비수
- 2002년 FIFA 월드컵 올스타 팀
- FIFA XI : 1996, 1997, 1998
- ESM 올해의 팀 : 1996–97, 1997–98